# Valentiniano I
Flavio Valentiniano (in latino Flavius Valentinianus), meglio conosciuto come Valentiniano I (Cibalae, 3 luglio 321 – Brigetio, 17 novembre 375) è stato un imperatore e militare romano dal 364 fino alla sua morte.
Ufficiale di origine pannonica, affidò le regioni orientali al fratello minore Valente, e poco dopo, nel 367, associò al trono anche il figlio Graziano. Valentiniano e Valente erano cristiani e dunque abbandonarono la politica di Giuliano in campo religioso.
Sul piano militare, amministrativo e fiscale seguirono invece la linea del predecessore. Grazie a una nuova politica monetaria, che favoriva lo scambio fra monete d'oro, d'argento e di bronzo, riuscirono a frenare l'inflazione galoppante; l'aumento dei prezzi si fermò verso la fine del IV secolo. I Valentiniani dovettero affrontare l'emergenza dei barbari sui confini. Valentiniano rafforzò con successo il confine del Reno e dell'alto Danubio. Alla sua morte nel 375, dovuta a un colpo apoplettico, dopo 11 anni di regno, le truppe acclamarono Augusto anche l'altro figlio, Valentiniano II.

## Biografia

### Giovinezza e carriera militare
Valentiniano nacque nel 321 a Cibalae, nella Pannonia meridionale (moderna Vinkovci in Croazia). Era fratello maggiore di Valente e figlio di Graziano il Vecchio, un prominente ufficiale dell'esercito romano sotto gli imperatori Costantino I e Costante I. Insieme al fratello crebbe nella proprietà di famiglia, dove fu educato in diverse materie, incluse la pittura e la scultura. Graziano fu promosso al rango di Comes Africae alla fine degli anni 320 o agli inizi degli anni 330, e il giovane Valentiniano accompagnò il padre in Africa grazie ai panegirici che l'oratore Quinto Aurelio Simmaco compose fra il 369-370 per l'imperatore d'Occidente; qualche tempo dopo, però, Graziano fu accusato di appropriazione indebita e fu obbligato a ritirarsi a vita privata.
Valentiniano entrò nell'esercito verso la fine degli anni 330; successivamente raggiunse probabilmente il rango di protector domesticus. Inoltre fu tribunus vexillationis dell'esercito gallico di Giuliano Cesare; Graziano fu richiamato in servizio agli inizi degli anni 340 e fu elevato al rango di Comes Britanniarum; successivamente si ritirò nelle proprietà di famiglia a Cibalae.
Nel 350, il generale romano Magnenzio si rivoltò in Gallia contro l'imperatore Costante I, che fu messo a morte. Il fratello e co-imperatore di Costante, Costanzo II, diede allora inizio a una guerra civile contro Magnenzio che si protrasse fino all'agosto del 353, quando Magnenzio, che era stato sconfitto due volte da Costanzo e costretto a rifugiarsi a Lugdunum, si diede la morte. Fu in questo periodo che l'imperatore Costanzo confiscò le proprietà di Graziano, per aver ospitato Magnenzio quando era in Pannonia. Malgrado la caduta in disgrazia di suo padre, Valentiniano non sembra aver sofferto rovesci nel favore imperiale, cosa che rende improbabile che abbia combattuto per l'usurpatore; è noto che Valentiniano fosse nella regione durante il conflitto, ma quale coinvolgimento abbia avuto negli scontri non è dato sapere. È probabile che le sfortune paterne abbiano influenzato la successiva carriera militare di Valentiniano I.
Nel 357 faceva parte dell'esercito del cesare d'Occidente Flavio Claudio Giuliano, comandando un reparto di cavalleria. Un tribuno del prefetto Barbazione, impedì al tribuno Bainobaude e a Valentiniano di attaccare i Leti che tornavano da una razzia in territorio romano: Barbazione fece un falso rapporto all'imperatore Costanzo II, addossando la colpa del mancato intervento a Valentiniano e Bainobaude, che furono congedati e mandati a casa.
Terminata la sua carriera militare, Valentiniano si stabilì nella sua nuova proprietà nei pressi di Sirmium. Due anni dopo nacque il suo primo figlio, Graziano, che ebbe dalla moglie Marina Severa. La vita di Valentiniano in questo periodo è piuttosto oscura; secondo alcune fonti confessionali, nel 362/363 era tribuno di uno dei tagma dei Cornuti e potrebbe essere stato mandato in esilio per essersi rifiutato di sacrificare a Giuliano, che dopo essere salito al trono succedendo a Costanzo II tornò alla religione romana.
Quando nel 363 Giuliano morì, durante la campagna contro i Persiani, gli succedette Gioviano, imperatore cristiano la cui posizione fu molto precaria in quanto fu costretto a firmare una pesante pace col nemico che prevedeva la cessioni di 5 province romane a est del Tigri. Gioviano richiamò Valentiniano nell'esercito, affidandogli infine il comando di un'unità delle truppe personali dell'imperatore (schola palatina) e inviandolo ad Ancyra, elevandolo di grado come tribunus secunda schola scutariorum.

### Regno

#### Ascesa al potere
Alla morte di Gioviano, i comandanti dell'esercito scelsero Nicea (in Bitinia) come luogo della elezione del successore. Essi proposero il diadema al prefetto Sallustio, che tuttavia rifiutò per ben due volte. Dopo aver fatto e scartato altri possibili nomi, fu proposta la candidatura di Valentiniano, all'epoca comandante della seconda schola degli scutarii; i soldati all'unanimità accolsero la proposta di nominare Valentiniano imperatore, che venne approvata da Sallustio. Valentiniano, in quel giorno, non si trovava nemmeno a Nicea, ma fu lasciato indietro ad Ancyra, con gli ordini di venire a Nicea solo successivamente. Dopo la sua nomina ad Imperatore, gli furono inviati messaggeri per pregarlo di affrettare la sua venuta a Nicea per essere incoronato; ma Valentiniano temporeggiò. Il motivo per cui l'Imperatore temporeggiava era di natura superstiziosa: voleva evitare di essere incoronato Imperatore nel giorno intercalare dell'anno bisestile (il 25 febbraio 364, secondo il calendario romano) perché temeva che gli portasse male, essendo stato in alcune circostanze un giorno infausto per lo stato romano.
Una volta fatto passare il giorno bisestile, Valentiniano si presentò per essere incoronato; Sallustio, nel frattempo, per impedire che qualche altro possibile candidato potesse farsi avanti per far cambiare idea all'esercito, impedì a tutti coloro di grande influenza o sospettati di grandi ambizioni di presentarsi in pubblico prima dell'arrivo di Valentiniano. Valentiniano fu proclamato imperatore a Nicea in Bitinia. Era il 26 febbraio 364 ed egli aveva quarantatré anni. Dopo aver ricevuto il diadema e la porpora, i soldati, che inizialmente lo acclamavano, gli intimarono di nominare un collega (co-imperatore) immediatamente. Valentiniano reagì con il seguente discorso:
Poi, radunando i principali ufficiali civili e militari, chiese consiglio su quale persona avrebbe dovuto associare al trono come collega. Tutti rimasero zitti tranne il comandante della cavalleria, Dagalaifo, che rispose audacemente: «Se ami i parenti, eccellentissimo imperatore, hai un fratello; se ami lo stato, scegli un altro uomo da vestire di porpora». L'Imperatore, adirato per l'audace risposta, ma mantenendo apparentemente la calma celando le proprie opinioni, entrò a Nicomedia il 1º marzo 364, e assunse il fratello Valente come tribuno della stalla. Poi, all'arrivo a Costantinopoli, decise di agire: il 28 marzo 364 portò il fratello Valente in uno dei sobborghi della capitale (Ebdomo) e con il consenso di tutti i presenti, che non osarono opporsi, lo associò al trono nominandolo Augusto della parte orientale dell'Impero, con sede a Costantinopoli, adornandolo con il diadema e con le insegne imperiali, mentre prese per sé le prefetture Occidentali e l'Illirico.

#### Politica interna e religiosa
Sembra che il governo di Valentiniano sia stato equo e tollerante. Certamente aveva più attenzione ai suoi soldati, che alla decadente classe senatoria. Innalzò le loro paghe anche pagandoli in natura - una caratteristica del tardo impero - come per esempio con bestiame. Per sopperire alle spese militari però dovette aumentare vertiginosamente le tasse, che erano soprattutto a carico dei proprietari terrieri. Difese sistematicamente i deboli, impedendo l'esposizione dei neonati, istituendo dei «difensori del popolo», fondò scuole e garantì la copertura sanitaria ai sudditi abitanti in Roma. Inoltre favorì l'insegnamento della retorica e della grammatica in ogni provincia dell'Impero.

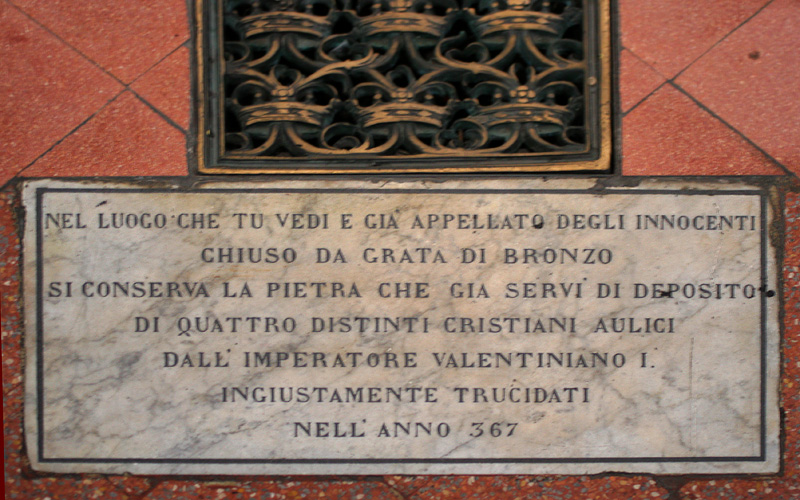
Lapide posta presso Santo Stefano Maggiore, Milano, a ricordo di quattro cristiani trucidati da Valentiniano I nell'anno 367.

Uno dei principali storici di questo periodo, Ammiano Marcellino, sostiene però che fu un giudice troppo severo, che ordinava assassini contro gli oppositori e che non commutò mai una condanna a morte. Ammiano Marcellino descrive Valentiniano come un uomo crudele, anche se afferma che nei primi anni di regno cercò di controllare la sua propensione alla crudeltà facendo prevalere la ragione sull'impulsività. Tra gli atti di crudeltà commessi da Valentiniano, Ammiano Marcellino cita l'esecuzione di Diocle, tesoriere dell'Illirico (comes largitionum Illyrici), condannato al rogo a causa di alcune piccole offese, nonché di Diodoro, agens in rebus, e di tre ufficiali (apparitores) del vicario d'Italia; tutti costoro subirono una crudele esecuzione semplicemente perché il generale in comando (comes) si era lamentato di fronte all'Imperatore che Diodoro aveva implorato l'aiuto della legge contro di lui, come era del resto suo diritto, e che gli ufficiali, per ordine del giudice, avevano osato citarlo in giudizio mentre stava partendo per un viaggio, affinché rispondesse dei propri atti in accordo con la legge. Secondo Ammiano, i Cristiani di Milano onorarono per diverso tempo la memoria dei quattro condannati cristiani considerandoli innocenti ingiustamente giustiziati.
Successivamente, nel caso di un certo Massenzio di Pannonia, quando il giudice aveva giustamente comandato una rapida esecuzione, l'Imperatore ordinò l'esecuzione dei decurioni di tre città in quanto rei di aver eseguito rapidamente l'ordine del giudice; ma Euprassio, all'epoca questore, intervenne, pregando l'Imperatore di agire con maggiore pietà, perché tutti coloro che avrebbe giustiziato come criminali sarebbero stati venerati dalla religione cristiana come martiri. Euprassio fu successivamente emulato dal prefetto del pretorio delle Gallie, Florenzio, quando seppe che, a causa di qualche offesa perdonabile, l'Imperatore, preso dall'impulsività, aveva ordinato l'esecuzione di tre decurioni per ognuna di un certo numero di città; fece notare all'Imperatore che molte città non avessero così tanti decurioni, e per tale motivo dovesse essere aggiunto alla legge che sarebbero stati uccisi solo nel caso in cui la città li avesse; in caso contrario, la sentenza sarebbe stata sospesa fino a quando la città in questione non avesse avuto tre decurioni; a questo punto sarebbero stati uccisi.
Inoltre, nel caso qualcuno si fosse presentato al cospetto dell'Imperatore nel tentativo di evitare di essere processato da qualche nemico potente, implorando l'Imperatore di fare in modo che gli fosse assegnato un altro giudice, la richiesta gli veniva negata e il processato veniva rispedito indietro al giudice temuto, per quante ragioni giuste per il cambiamento di giudice ci potessero essere. Inoltre, nel caso l'Imperatore fosse venuto a sapere che i debitori al fisco erano impossibilitati a pagare perché oppressi dalla povertà, egli ordinava la loro esecuzione.
In alcuni casi furono anche i ministri corrotti dell'Imperatore che, fornendogli informazioni false, lo condussero a formulare sentenze ingiuste. È questo il caso delle iniquità del Comes Africae Romano, il quale era protetto a corte dal magister officiorum Remigio, suo parente. Poiché il Comes Africae Romano si era rifiutato di prendere le armi contro gli Austuriani, che stavano devastando la Tripolitania, perché non aveva ottenuto dalle popolazioni locali l'esorbitante numero di rifornimenti e cammelli richiesti, richieste impossibili da soddisfare, la popolazione di Leptis inviò un'ambasceria presso l'Imperatore per protestare per il comportamento deplorevole di Romano. L'ambasceria, recatasi a corte con il pretesto di porgere doni all'Imperatore per celebrare la sua ascesa al trono, ne approfittò anche per lamentarsi dei saccheggi degli Austuriani e dei misfatti del comes Africae. Tuttavia Remigio tentò di influenzare Valentiniano in favore di Romano, e le indagini subirono ritardi e altri inconvenienti.
Quando poi Valentiniano fu informato di nuovi saccheggi dei Barbari in Tripolitania, adiratosi, decise di inviare a Leptis un suo ufficiale di fiducia, Palladio, affinché confermasse o meno quanto esposto dall'ambasceria. Romano, tuttavia, fece in modo che gli ufficiali suoi sottoposti proponessero a Palladio di intascare parte delle paghe destinate ai soldati, offerta che Palladio accettò, nonostante fosse contro le leggi. E così, quando Palladio minacciò Romano di farlo destituire per i suoi misfatti, Romano a sua volta lo ricattò affermando che in tal caso avrebbe raccontato all'Imperatore delle paghe destinate ai soldati intascate illecitamente da Palladio. Palladio, non volendo perdere il favore dell'Imperatore, al ritorno a corte, gli riferì falsità enormi, accusando gli ambasciatori di aver riferito il falso e di essersi lamentati senza ragione. Il risultato fu che, in processi manipolati a loro favore da Romano e dai suoi complici, tra cui spiccavano Cecilio e Palladio, furono giustiziate numerose persone, tra cui cinque ambasciatori e il governatore provinciale, accusate di aver riferito falsità all'Imperatore nei confronti di Romano e di quanto avvenisse nella provincia. Di conseguenza, la popolazione di Leptis non osò più inviare altre ambascerie all'Imperatore, temendo che esse avrebbero solo peggiorato la situazione.
La verità venne a galla solo negli ultimi anni di regno di Valentiniano, quando il comes Teodosio, giunto in Africa per reprimere la rivolta di Firmo e per indagare sull'operato di Romano, trovò tra le carte di Romano una lettera compromettente che svelava che Palladio avesse riferito il falso all'Imperatore nel caso dell'ambasceria di Leptis a tutto vantaggio del Comes Africae. Romano fu messo sotto custodia e destituito, mentre Palladio fu convocato a corte per essere processato ma si suicidò durante il viaggio. Le indagini andarono per le lunghe e proseguirono anche nei primi anni di regno di Graziano, successore di Valentiniano in Occidente; ma Romano, ottenuto un nuovo protettore a corte nel generale Merobaude, riuscì, tramite testimoni falsi, ad essere scagionato.
Negli ultimi anni di regno di Valentiniano, in Gallia il prefetto del pretorio delle Gallie, Massimino, si rese reo di molte iniquità e abusi. L'ascesa di Massimino influenzò inoltre in peggio il carattere dell'Imperatore Valentiniano, già naturalmente incline alla crudeltà secondo Ammiano Marcellino, la cui impulsività e severità aumentò considerevolmente durante il mandato di Massimino come prefetto. Ammiano Marcellino riporta numerose esecuzioni crudeli compiute da Valentiniano. Una volta, per esempio, condannò il direttore di una fabbrica d'armi all'esecuzione semplicemente perché l'armatura di ferro, per il resto egregiamente lavorata, pesava un po' meno di quanto stipulato. In un altro frangente, quando il generale della cavalleria Teodosio aveva raccomandato un governatore di una provincia di nome Africano affinché gli fosse assegnato il governo di un'altra provincia, la risposta dell'Imperatore fu: «Va, o generale, e cambia la testa a costui, che desidera di cambiare provincia»; e per tale pronunciamento, quel governatore fu giustiziato semplicemente per aver aspirato a un avanzamento di carriera. Quando Claudio e Sallustio, tribuni della legione Gioviana, furono accusati di tradimento da un uomo di basso rango semplicemente perché sospettati di simpatie per l'usurpatore Procopio, l'Imperatore Valentiniano decise di condannare il primo all'esilio e il secondo all'esecuzione, nonostante le indagini non avessero trovato alcuna prova che confermasse l'accusa.
Gli accusati su base indiziaria e non probatoria subivano crudeli torture per ordine dell'Imperatore, e alcuni perirono addirittura per torture eccessive, nonostante non fosse stata trovata alcuna prova che avessero commesso i crimini di cui essi erano stati accusati; capitò in alcune occasioni addirittura che l'Imperatore ordinò che fossero giustiziate persino le guardie del corpo inviate per arrestare le persone accusate, cosa contraria a ogni precedente. Ammiano Marcellino narra addirittura che Valentiniano avesse due orse, Mica Aurea e Innocenza, le cui gabbie erano poste vicino alla camera da letto dell'Imperatore; e, secondo le fonti, l'Imperatore dalla sua camera godeva nel vedere le bestie divorare i malcapitati condannati a morte. Innocenza alla fine fu ricompensata per i suoi servigi venendo liberata nei boschi.
Fervente cristiano, con l'aiuto del papa Damaso I nel 371 adottò una non comune politica di tolleranza religiosa. Sempre secondo Ammiano Marcellino «nessuno doveva essere infastidito con ordini di adottare questo o quel culto».

#### Politica estera
L'esercito fu subito chiamato in causa dalla rivolta di Procopio, un discendente di Giuliano, ma Valente sconfisse la sua armata nel 366 e giustiziò il ribelle. Ma il pericolo maggiore erano i Germani che dal confine Reno-Danubio, premevano sul territorio romano con frequenti incursioni. Come avevano fatto tutti gli imperatori dai tempi di Diocleziano, anche Valentiniano stabilì la sua sede a Milano per essere più vicino ai campi di battaglia. Dapprima dovette combattere gli Alemanni che avevano conquistato Magonza - quindi decise di trasferirsi a Parigi e poi ancora più a nord per combattere i Sassoni che cercavano di invadere la Britannia. Alla fine risiedette in Germania per sette anni, costruendo nuove fortificazioni sul Reno e una fortezza a Basilea. Come tradizione cercava di dividere le diverse tribù e scagliarle le une contro le altre; inoltre i Germani sconfitti venivano insediati nei territori romani come coloni.
Al tempo in cui Valentiniano e Valente ascesero al trono l'Impero romano era minacciato su tutti i fronti. Gli Alemanni stavano devastando la Gallia e la Rezia, i Sarmati e i Quadi la Pannonia, i Pitti, i Sassoni, gli Scoti e gli Attacotti stavano devastando la Britannia, mentre gli Austuriani e le altre tribù di Mauri stavano devastando l'Africa, mentre i Goti stavano devastando la Tracia e la Pannonia. Come se non bastasse, anche l'Armenia era minacciata dai Persiani Sasanidi.
I due imperatori trascorsero l'inverno in perfetta armonia. Dopo aver marciato per la Tracia, giunsero a Naisso, dove, in un sobborgo di nome Mediana, a tre miglia di distanza dalla città, decisero di spartirsi i generali e le armate in vista della loro imminente separazione. A Valentiniano furono assegnati Giovino, che era stato precedentemente promosso da Giuliano a comandante della cavalleria in Gallia, e Dagalaifo, innalzato allo stesso rango da Gioviano. Ma fu stabilito che Vittore e Arinteo avrebbero dovuto servire Valente in Oriente, mentre Lupicino, nominato comandante della cavalleria di Gioviano, già serviva da tempo nelle province orientali. L'esercito di campo nell'Illirico fu invece posto sotto il comando di Equizio, mentre il pannone Sereniano, che si era in precedenza ritirato dal servizio, fu posto al comando di parte delle guardie del corpo di Valente. Dopo questi provvedimenti, anche le truppe furono divise tra i due Imperatori.
Dopo essere entrati insieme a Sirmio, i due fratelli si separarono: Valentiniano partì per Milano, Valente per Costantinopoli. A quell'epoca la prefettura d'Oriente era governata dal prefetto del pretorio Sallustio, la prefettura d'Italia, comprendente anche l'Africa e l'Illirico, da Claudio Mamertino, mentre la prefettura delle Gallie era sotto il governo di Germaniano. Nelle loro rispettive capitali, gli Imperatori assunsero per la prima volta il consolato per l'anno 365; e l'intero anno fu infausto per lo stato romano, in quanto in Oriente avvenne l'usurpazione di Procopio, mentre la Gallia fu invasa dagli Alemanni. Il 1º novembre 365, mentre era a Parigi, Valentiniano fu raggiunto da due notizie infauste: la prima riguardava l'usurpazione di Procopio in Oriente, la seconda fu una grave sconfitta subita dall'esercito romano contro gli Alemanni. Valentiniano ordinò immediatamente al generale Dagalaifo di marciare contro gli Alemanni per vendicare la sconfitta subita. Quanto alla rivolta di Procopio, Valentiniano esitò sul da farsi, anche perché ignorava ancora delle sorti del fratello Valente, non sapendo nemmeno se quest'ultimo fosse ancora vivo oppure fosse stata la sua presunta morte a spingere Procopio a usurpare la porpora. Equizio aveva infatti riportato all'Imperatore le circostanze della rivolta in termini molto vaghi, basandosi sulle uniche laconiche informazioni che aveva ottenuto dal tribuno Antonio, al comando dei soldati nella Dacia centrale. Valentiniano si risolse quindi a marciare in Illirico, per tentare di arrestare una possibile avanzata dell'usurpatore verso Occidente, tenendo ben presente il caso di Giuliano, il quale rivoltatosi contro Costanzo II, era avanzato a velocità incredibile. Ma i suoi consiglieri gli fecero cambiare idea, pregandolo di non abbandonare le province galliche alla mercé degli invasori Alemanni. In seguito anche all'arrivo di numerose delegazioni dalle città galliche minacciate dagli Alemanni, che imploravano protezione, l'Imperatore decise di dare ascolto ai suoi consiglieri e a rimanere in Gallia. Asserì che Procopio era nemico solo suo e di suo fratello, mentre gli Alemanni erano i nemici dell'intero Impero romano, di conseguenza la precedenza spettava alla difesa della Gallia, che richiedeva la presenza dell'Imperatore. Giunto a Rheims, inviò nuovi ufficiali in Africa per proteggerla dalle incursioni dei Mauri.
Dagalaifo non ottenne però risultati di rilievo contro gli Alemanni, e fu quindi richiamato alla fine dell'anno per assumere il consolato per l'anno 366 insieme a Graziano, figlio dello stesso Imperatore Valentiniano. Valentiniano affidò allora la conduzione della campagna del 366 contro gli Alemanni a Giovino. Questi ottenne numerose vittorie contro gli Alemanni nel corso dell'anno, tornando a Parigi trionfante, e Valentiniano decise di premiarlo nominandolo console per l'anno 367. Nello stesso tempo l'Imperatore ricevette un'altra lieta notizia: il fratello Valente era riuscito a reprimere l'usurpazione di Procopio e gli aveva inviato la testa dell'usurpatore.
Nel frattempo, nel corso del 367, Valentiniano si ammalò gravemente e si temette che dovesse perire da un momento all'altro; fu in quel frangente che in una riunione segreta fu proposto di designare come successore di Valentiniano un funzionario di nome Rustico Giuliano. Alcuni però si opposero a tale designazione e proposero la candidatura di Severo, comandante della fanteria. Nel frattempo però Valentiniano si era ristabilito dalla malattia, rendendo così vane queste assemblee, e decise di associare al trono il figlio Graziano, che da poco aveva raggiunto la pubertà.
Alcuni giorni dopo aver associato al trono suo figlio Graziano, accadde che il prefetto del pretorio Claudio Mamertino, al ritorno da Roma, dove si era recato per correggere alcuni abusi, fu accusato di peculato da Aviziano. Per tali motivi fu destituito e sostituito da Vulcazio Rufino, un uomo definito eccellente da Ammiano. Questi, approfittando dell'influenza sull'Imperatore, intercedette affinché Orfito, in precedenza prefetto di Roma, fosse liberato dalla pena dell'esilio e gli fosse permesso di tornare a casa dopo la restituzione del patrimonio confiscatogli.
Essendo partito da Amiens per dirigersi a Treviri, Valentiniano fu informato della devastazione della Britannia da parte dei Barbari, che avevano ucciso il generale della regione costiera, Nettarido, nonché colto in un'imboscata e fatto prigioniero un altro generale romano, Fullofaude. Allarmato per la crisi che aveva colpito la Britannia, l'Imperatore decise di inviare Severo con truppe per rimediare al disastro, ma quest'ultimo fu richiamato poco tempo dopo. Alla fine l'Imperatore, a causa delle sempre più allarmanti notizie che giungevano dalla Britannia, decise di inviarvi un esercito sotto il comando di Teodosio. A quell'epoca, la Britannia era stata devastata fino alle coste meridionali dai Pitti, dagli Attacotti e dagli Scoti, mentre anche la Gallia richiedeva l'intervento dell'Imperatore, essendo minacciata da Franchi e Sassoni, che compivano sovente incursioni in territorio romano.
Mentre Teodosio provvedeva a riportare l'ordine in Britannia, nel corso del 368 Valentiniano stava allestendo con cautela una campagna contro gli Alemanni, quando avvenne il sacco di Magonza compiuto da un principe alemanno di nome Randone. Valentiniano tentò di indebolire gli Alemanni non solo con le armi, ma anche con intrighi; per esempio, pagò un membro del seguito del re alemanno Viticabio, quest'ultimo figlio di Vadomario, affinché uccidesse proditoriamente il proprio re; lo stesso sicario fu poi costretto alla fuga in territorio romano.
Comunque, poiché la necessità lo richiedeva, Valentiniano decise di organizzare una campagna contro gli Alemanni in grande stile: con il sostegno delle legioni italiche e dell'Illirico sotto il comando del comes Sebastiano, e con l'inizio dell'estate del 368 gli Imperatori Valentiniano e Graziano, alla testa delle loro legioni, attraversarono il Meno. Nei pressi di Solicinium si scontrò con gli Alemanni, che gli avevano teso un'imboscata, rischiando di perdere la vita; nonostante tutto riuscì a vincere la battaglia e avrebbe addirittura annientato l'intero esercito alemanno se una rapida ritirata, facilitata dall'arrivo della notte, non avesse permesso ad alcuni dei soldati nemici di salvarsi. Dopo aver concluso la campagna con alterne fortune, i soldati fecero ritorno nei propri accampamenti invernali e gli Imperatori a Treviri.
Negli anni successivi Valentiniano si impegnò a fortificare l'intero limes del Reno dalla Rezia fino all'Oceano, erigendo fortezze e torri per l'intera lunghezza della Gallia; addirittura in alcuni casi furono edificate per suo ordine opere difensive anche sulla sponda opposta del fiume. In un caso fece deviare anche il corso di un fiume, il Nicer, per impedire che la forte corrente fluviale potesse minare le fondamenta di un forte fatto costruire dallo stesso Imperatore sulle rive del fiume. In un'occasione l'Imperatore ordinò di costruire una fortezza ai piedi del monte Piro, sull'altra sponda del Reno, in territorio alemanno. Gli Alemanni, tuttavia, non gradirono la costruzione di tale fortezza nel loro territorio, e, dopo aver protestato invano diplomaticamente, attaccarono i soldati romani mentre erano intenti nella costruzione, uccidendoli quasi tutti eccetto il loro comandante, Siagro, che riuscì a fuggire. Quando Siagro ritornò a corte e informò l'Imperatore Valentiniano del disastro, quest'ultimo, adirato per il fatto che Siagro fosse stato l'unico a fuggire vilmente, lo destituì.
Nel frattempo Valentiniano, soddisfatto per i successi ottenuti da Teodosio sui barbari in Britannia, lo richiamò in Gallia. Teodosio non solo aveva liberato le province della diocesi di Britannia dai Barbari che la devastavano, ma aveva anche provveduto a restaurare le fortezze in cattivo stato, nonché a recuperare una provincia persa in precedenza; questa provincia riconquistata da Teodosio prese il nome di Valentia in onore e per espresso ordine di Valentiniano I, che, informato della lieta notizia, celebrò un'ovazione. Richiamato in Gallia Teodosio, Valentiniano I lo premiò per aver riportato l'ordine in Britannia nominandolo comandante della cavalleria al posto di Giovino, che venne destituito in quanto ritenuto troppo poco energico.
Nel frattempo, nel corso del terzo consolato di Valentiniano e Valente, ossia nell'anno 370, un'orda di Sassoni, dopo aver attraversato l'Oceano, invasero la Gallia romana devastandola. Sconfitti, anche se non in maniera decisiva, dai generali romani, concordarono con essi una tregua, in base alla quale, in cambio della cessione di alcuni ostaggi, agli invasori Sassoni era concesso di ritirarsi oltre la frontiera senza essere attaccati. Tuttavia, contrariamente ai patti, l'esercito romano tese loro un'imboscata sulla via del ritorno e li annientò interamente.
Dopo aver sventato l'invasione dei Sassoni, Valentiniano tentò di progettare un espediente per catturare il re degli Alemanni Macriano, che si stava rivelando una minaccia insidiosa. Alla fine si risolse a tentare di mettere i Burgundi contro gli Alemanni, al fine di indebolire questi ultimi. A tal fine, Valentiniano inviava spesso lettere ai re burgundi, sobillandoli ad attaccare gli Alemanni a un giorno concordato, e promettendo che egli stesso avrebbe attraversato il Reno alla testa delle armate romane per dare loro manforte nella guerra contro Macriano. I Burgundi, ritenendosi per qualche motivo ignoto discendenti dei Romani e avendo anch'essi delle dispute con gli Alemanni per questioni di frontiere, acconsentirono alle richieste dell'Imperatore e marciarono fino a raggiungere il Reno, incutendo timore nella popolazione romana sulla frontiera, probabilmente ignara degli accordi tra Burgundi e l'Imperatore. Quando però arrivò il giorno concordato, i Burgundi, non vedendo arrivare l'Imperatore Valentiniano alla testa delle legioni romane, né vedendo tutte le altre promesse mantenute, inviarono ambasciatori all'accampamento dell'Imperatore, richiedendo che fossero loro inviati rinforzi per permettere il loro ritorno in patria senza esporre la loro retroguardia ad attacchi nemici. E quando si resero conto che, tra sotterfugi e rinvii, la loro richiesta era stata praticamente negata, i Burgundi, indignati e inferociti per essere stati presi in giro dai Romani, uccisero tutti i prigionieri in loro possesso e tornarono nelle loro terre natie.
Nel frattempo il comandante della cavalleria, Teodosio, attaccò attraverso la Rezia gli Alemanni, uccidendone molti e deportando i prigionieri, per espresso ordine dell'Imperatore, in Italia; qui i prigionieri alemanni divennero sudditi dell'Impero, ricevendo cantoni fertili da coltivare lungo il corso del Po.
Nel 372 iniziò in Africa la rivolta di Firmo, ribellatosi contro il corrotto comes Romano. Valentiniano inviò nella provincia Teodosio, che dopo una lunga campagna debellerà la rivolta nel 375, quando Valentiniano promulgherà degli editti contro i donatisti, rei di avere supportato Firmo.
Nel frattempo Valentiniano, intenzionato a catturare vivo Macriano, il re degli Alemanni, attraversò il Reno su un ponte di barche, intenzionato a tendergli un'imboscata. Il piano tuttavia fallì per l'indisciplina dei suoi soldati, che, nonostante avessero ricevuto l'ordine di astenersi dal saccheggiare e dal dare fuoco ai territori e agli insediamenti invasi, non obbedirono; e fu così che i sottoposti di Macriano, svegliati e allarmati dagli incendi e dalle urla in lontananza, e intuendo cosa stesse succedendo, posero il loro re su un carro e lo nascosero in un luogo sicuro. Valentiniano, adirato per aver perso l'opportunità di catturare Macriano non per sua colpa o per quella dei propri generali, ma a causa dell'indisciplina dell'esercito, saccheggiò il territorio nemico per cinquanta miglia prima di fare ritorno a Treviri.
Valentiniano tentò allora di contrapporre a Macriano un altro alemanno, Fraomario, tentando di imporlo sul trono dei Bucinobanti, una tribù di Alemanni insediata nelle vicinanze di Magonza, al posto dello stesso Macriano. Ma, dopo che il cantone assegnato a Fraomario fu devastato da un'invasione, con conseguente fallimento del tentativo di sostituire Macriano con Fraomario, l'Imperatore lo trasferì in Britannia con il rango di tribuno, affidandogli il comando di un reggimento di ausiliari alemanni. L'Imperatore nominò poi generali romani Biterido e Ortario, entrambi capi alemanni; ma successivamente, su segnalazione di Florenzio comandante di stanza in Germania, condannò Ortario al rogo con l'accusa di aver rivelato proditoriamente importanti informazioni a Macriano.
Successivamente, nell'anno del consolato di Graziano e di Equizio, l'Imperatore Valentiniano, dopo aver devastato alcuni cantoni degli Alemanni e aver edificato una fortificazione nei pressi di Basilea, chiamata dai locali Robur, ricevette l'allarmante rapporto del prefetto Probo, che riferiva le devastanti incursioni dei Quadi nell'Illirico. L'Imperatore inviò quindi il segretario Paterniano nell'Illirico affinché confermasse la versione di Probo. Quando ricevette da Paterniano la conferma di quanto stava accadendo nell'Illirico, Valentiniano decise di marciare immediatamente alla testa delle proprie legioni per ottenere la sua vendetta sui Quadi che avevano osato violare la frontiera romana e devastare impunemente le province. I consiglieri e i cortigiani lo dissuasero però dal partire per il momento. Essi asserivano che sarebbe stato maggiormente opportuno rinviare la spedizione contro i Quadi alla primavera dell'anno successivo per due importanti motivi: il primo era costituito dal fatto che, a causa dell'avvicinarsi dell'inverno, le strade sarebbero state rese impraticabili; il secondo motivo era costituito dalla minaccia degli Alemanni di re Macriano, ancora non sottomessi, che avrebbero potuto approfittare dello sguarnimento della Gallia per invaderla.
L'Imperatore decise di negoziare quindi un accordo di compromesso con il re alemanno Macriano per poter così partire per l'Illirico senza temere un'invasione alemanna nelle Gallie; l'incontro tra Valentiniano e Macriano per la stipula del trattato di alleanza avvenne in prossimità di Magonza. Il trattato fu ratificato e Macriano, divenuto alleato di Roma, si rivelò fedele fino alla sua uccisione avvenuta qualche anno dopo in un'imboscata in territorio franco tesagli dal re bellicoso franco Mallobaude. Dopo la solenne ratifica del trattato, Valentiniano si ritirò a Treviri per svernarvi.
All'inizio della primavera dell'anno successivo, nel 375, Valentiniano partì da Treviri per dirigersi nella diocesi d'Illirico; e giunto in quelle regioni, si imbatté in un'ambasceria inviata dai Sarmati, che si gettarono ai suoi piedi implorando pietà per il loro popolo, non avendo i loro connazionali commesso alcun oltraggio ai Romani. L'Imperatore rispose loro che avrebbe indagato sugli atti che si diceva fossero stati commessi in quella regione, e avrebbe poi deliberato eventuali punizioni non appena avesse
ottenuto prove fondate. Entrato poi a Carnuntum, la utilizzò come base militare da cui condurre le operazioni contro i Barbari.
Il suo arrivo era temuto dagli ufficiali nella regione, molti dei quali temevano una temibile punizione per non essere riusciti per negligenza a difendere la diocesi dai saccheggi nemici; al suo arrivo, tuttavia, l'Imperatore non indagò né sull'assassinio del re Gabinio ordito da ufficiali romani, che era stato del resto il pretesto con cui i Quadi avevano invaso l'Impero, né condusse ulteriori indagini per accertarsi delle responsabilità degli ufficiali militari nella devastazione dell'Illirico; infatti, secondo il giudizio severo di Ammiano Marcellino, l'Imperatore era severo nel punire gente comune, ma molto più clemente nei confronti di persone di rango elevato, anche quando essi meritavano un forte rimprovero.
L'Imperatore se la prese unicamente con il prefetto del pretorio Probo, rimproverandolo per la sua condotta rapace. Probo, infatti, si era reso reo di un rapace fiscalismo nelle province sotto la sua giurisdizione, rendendo le tasse e i tributi così gravosi da costringere persino le famiglie più illustri a lasciare per la disperazione quelle regioni. L'Imperatore Valentiniano lo venne a sapere solo quando ne venne informato dal filosofo Ificle, inviato in delegazione dai provinciali dell'Epiro per lamentarsi della condotta di Probo. La conversazione avvenne in greco e l'Imperatore, dopo essere stato informato dal filosofo delle iniquità commesse da Probo ai danni delle popolazioni provinciali, chiese al filosofo le sorti di tre persone di rango elevato che conosceva; e, quando seppe che uno era rimasto impiccato, un altro era fuggito per mare, e l'altro aveva commesso suicidio o era stato ucciso a colpi di frusta, si adirò profondamente. Il magister officiorum Leone tentò di aumentare ulteriormente l'ira di Valentiniano nei confronti di Probo, in quanto aspirava a succedergli nella prefettura.
L'Imperatore soggiornò a Carnuntum per tutta l'estate, che trascorse preparando armi e rifornimenti in vista di una spedizione punitiva contro i Quadi. Nel frattempo, in seguito a indagini condotte da Probo, fu giustiziato il segretario di stato Faustino, nipote del prefetto del pretorio Vivenzio. Fu accusato di aver risposto ridendo a un certo Nigrino, che aveva chiesto di essere assunto come segretario di stato, in questo modo: «Fammi imperatore, se vuoi ottenere questa carica». Poiché questa affermazione fu ingiustamente interpretata in modo malizioso, Faustino e lo stesso Nigrino, insieme ad altri, furono giustiziati per tradimento.
Valentiniano inviò quindi Merobaude, alla testa di una divisione di fanti, e il comes Sebastiano a devastare i territori dei Quadi; e l'Imperatore stesso trasferì celermente il suo accampamento a Aquincum e, dopo aver fatto costruire un ponte di barche, attraversò con esse il Danubio per invadere anch'egli il territorio dei Quadi. Dopo aver devastato i territori invasi e aver massacrato le popolazioni in cui si imbatteva senza distinzioni di età, tornò in territorio romano senza perdere un uomo. Tornato ad Aquincum, tentò di trovare un luogo adatto dove svernarvi, non trovando altro luogo adatto ad eccezione di Savaria, città però le cui difese erano state indebolite da ripetute sventure. Decise quindi, dopo aver protetto il suo accampamento con una forza adeguata, di trasferirsi a Brigetio.
Qui ricevette un'ambasceria di Quadi, che chiedevano umilmente la pace e perdono per le offese che avevano arrecato in passato; e, per scontare i loro peccati, loro promettevano di fornire reclute e altri servigi utili allo stato romano. Quando fu deciso di permettere agli ambasciatori di essere ricevuti e di tornare alle loro case con la garanzia della tregua richiesta loro, in quanto la mancanza di rifornimenti e il periodo sfavorevole dell'anno non permettevano di condurre ulteriori attacchi nei loro territori, essi furono, su consiglio di Equizio, ammessi alla camera delle riunioni. Dopo essersi prostrati ai piedi dell'imperatore, essi giustificarono le incursioni dei loro connazionali in territorio romano attribuendole a bande di briganti stranieri situate nei pressi del fiume; ed essi aggiunsero che la loro giusta ira nei confronti dei Romani era stata provocata dal fatto che questi ultimi avevano cominciato a costruire fortificazioni nei loro territori.
Il loro discorso arrogante irritò talmente l'imperatore che, dopo aver accusato l'intera nazione dei Quadi di ingratitudine e di dimenticanza di atti di gentilezza, si sentì all'improvviso male per un attacco apoplettico, allarmando tutti i presenti per la gravità delle sue condizioni di salute. Collocato immediatamente su un letto, tutti i tentativi di curarlo risultarono vani; fu trovato un medico soltanto con molta difficoltà, in quanto l'Imperatore li aveva dispersi in vari posti per fornire assistenza ai soldati, colpiti da un'epidemia, e l'unico medico trovato non riuscì a evitare il peggio data l'enorme gravità del male. L'imperatore si spense così, a causa di un improvviso attacco apoplettico (o per un ictus cerebrale), e in seguito fu divinizzato.
Il suo corpo fu inviato a Costantinopoli, dove giunse il 28 dicembre 376; qui fu sepolto, o all'interno del recinto del palazzo imperiale, o, più probabilmente, all'interno della chiesa dei Santi Apostoli.
La prima moglie fu la madre di Graziano, la seconda di Valentiniano II.

## Valentiniano I nella storiografia
Nel suo giudizio conclusivo sull'operato di Valentiniano, Ammiano Marcellino esprime un commento positivo sulle capacità militari dell'Imperatore:
(Ammiano Marcellino, XXX,7.5-6.)
E, dopo aver enumerato i successi conseguiti dai suoi generali, Ammiano afferma che l'Imperatore stesso, «essendo un uomo dotato di una mente intelligente» e avendo «una lunga esperienza nella vita militare», conseguì al comando delle sue legioni numerosi successi militari, rivelandosi dunque egli stesso un abile generale.
Ammiano Marcellino passò poi a descrivere i suoi difetti, in particolare la sua crudeltà: «egli non si accontentava mai di una punizione mite», e «nelle sue crudeli inquisizioni alcuni furono torturati a tal punto da rischiare di perdere la vita»; inoltre, «era così propenso alla crudeltà che non commutò mai alcuna condanna capitale», atto di clemenza in alcuni casi compiuto «persino dal più selvaggio dei principi». Lo accusò anche di avidità:
(Ammiano Marcellino, XXX,8.8.)
Asserisce inoltre che fosse invidioso, «e disprezzava gli uomini coraggiosi, per sembrare come in grado di sorpassare tutti uomini nelle buone qualità, colpa da cui, da quello che abbiamo letto, anche l'Imperatore Adriano era infiammato». Inoltre, «non sceglieva mai intenzionalmente giudici crudeli, ma se aveva appreso che quelli che aveva una volta promosso stavano agendo crudelmente, concludeva di aver trovato uomini paragonabili a Licurgo e Cassio, antichi pilastri della giustizia; e spesso, scrivendo loro, raccomandava di punire anche offese leggere con la massima severità». Ammiano conclude l'esposizione dei difetti dell'Imperatore in questo modo:
(Ammiano Marcellino, XXX,8.14.)
Nonostante i suoi numerosi difetti, l'Imperatore aveva anche importanti virtù secondo il giudizio di Ammiano, che afferma che se l'Imperatore «avesse regolato il resto della sua condotta» in accordo con le sue virtù, «la sua carriera sarebbe stata quella di un Traiano o di un Marco». Era molto indulgente nei confronti dei provinciali e «dovunque alleggeriva il peso dei loro tributi»; era sempre tempestivo «nella fondazione delle città e nello stabilire difese sulla frontiera». Ammiano gli rimprovera però il fatto che, «mentre puniva anche le offese più leggere dei soldati semplici, permetteva che le scelleratezze dei comandanti di rango più elevato si accumulassero sempre di più, spesso diventando sordo di fronte alle lamentele contro di essi; il risultato di ciò furono disordini in Britannia, disastro in Africa, e la devastazione dell'Illirico». Era inoltre casto e «non mostrò nessuna indulgenza nei confronti dei parenti, che o costrinse al ritiro o onorò con posti di alcuna importanza», ad eccezione di suo fratello che fu associato al trono. Ammiano afferma che «sotto il suo governo nessun cambiavalute governò una provincia, nessun ufficio fu mai venduto, a parte all'inizio del suo regno, periodo in cui è solito che alcuni crimini vadano impuniti facendo affidamento sulle distrazioni di un nuovo sovrano». Lo loda anche per la sua politica di tolleranza religiosa:
(Ammiano Marcellino, XXX,9.5.)
Ammiano conclude il suo ritratto così:
(Ammiano Marcellino, XXX,9.6.)